# Нооска
Нооска (ест. Nooska) — село в Естонії, входить до складу волості Виру, повіту Вирумаа.